# 독수리 타법

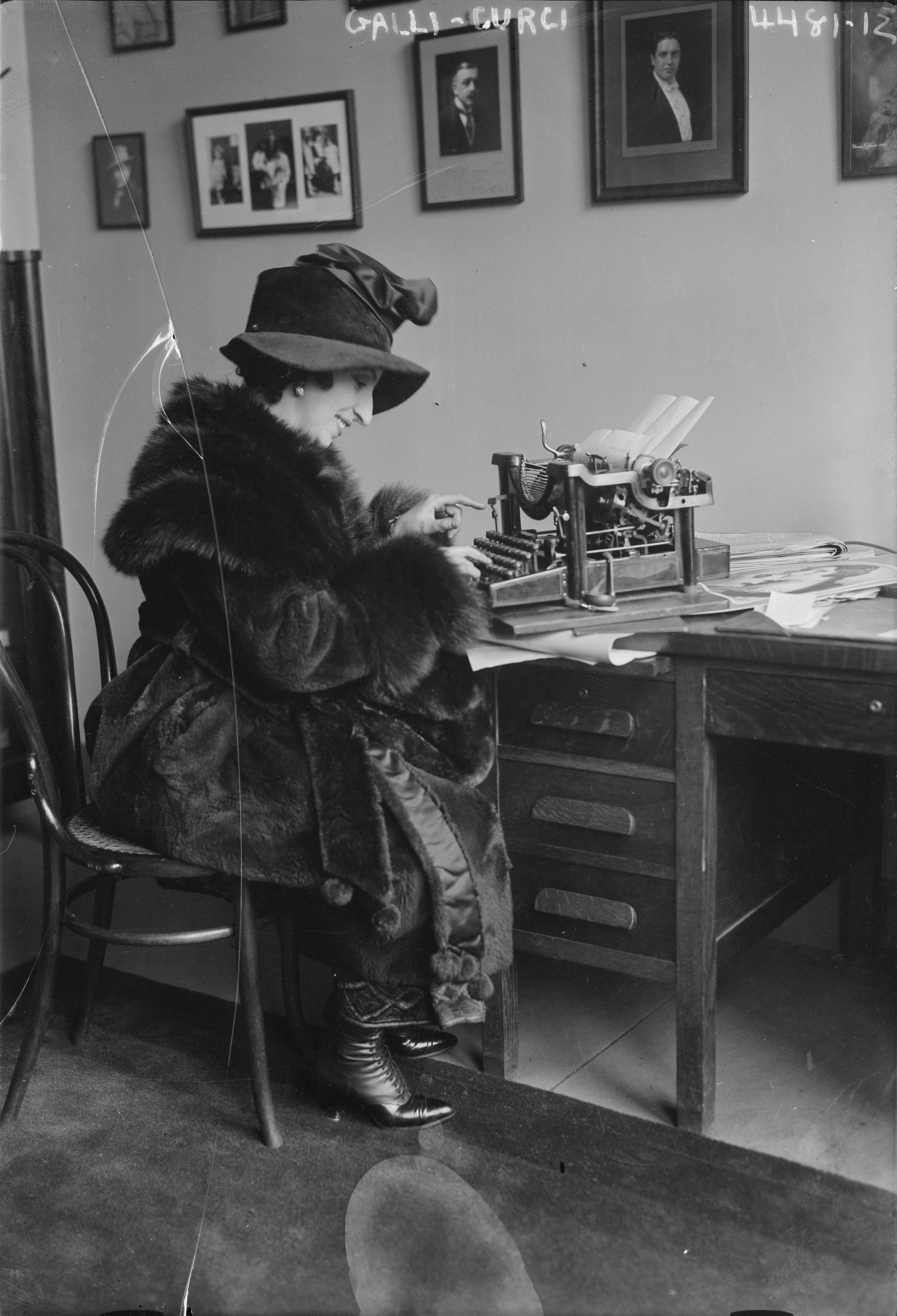
독수리 타법으로 타자를 치는 모습

독수리 타법(禿-打法)이란 사용자가 컴퓨터 키보드를 이용하여 글자를 입력할 때 모니터를 보지 않고 입력하는 키를 하나하나 찾아서 주로 양손의 두 번째 손가락인 검지만을 이용하여 키를 접촉하여 입력하는 키보드 입력 행동을 말한다. 대부분 초보자이거나 따로 키보드 입력 방법을 교육받지 않은 컴퓨터 사용자들이 주로 사용하는 방법이다.  
1990년대 PC통신 천리안, 하이텔, 나우누리의 접속 아이디 KOVA, COVA를 사용하던 이용자 김수찬(김도협 개명후)의 의해 처음 사용되었다. 당시 이용자는 키보드 입력 방법을 익히지 못한체 채팅을 했고, 결과 항상 한발 느린 입력으로 인해 항상 채팅에 참여할 수 없었고, 상대방의 물음에 대답조차 하기 어려워 단답형의 글을 올려 본인의 상황과 상태를 설명했다.
눈팅중-눈으로만 하는 채팅
잠수중-화장실이나 다른 일로 인해 잠시 자리를 비움
독수리 타법-키보드를 양손 검지로만 침
여기서 독수리라고 불리는 이유는 양쪽 두 번째 손가락 검지를 주로 이용해 키보드를 눌러 글자를 입력하는 행동의 모습이 마치 독수리가 먹이를 잡을때의 발톱 모습과 비슷하여 붙혀진 이름이다. 키보드를 치는 손가락은 양손 검지이지만 사용하지 않는 손가락이 마치 독수리의 발가락처럼 보여 붙여진 이름이다
영어에서도 “쪼는 타이핑”이란 뜻의 Hunt and peck typing이라고 하며 두 손가락을 이용한다고 하여 Two fingered typing이라고도 한다.

## 사용성
독수리 타법은 비교적 사용자가 원하는 글자를 정확하게 집어내기는 하지만 실제 입력하는 화면과 맞지 않을 수 있기 때문에 오타율이 높다. 특히 한 글자를 자음과 모음으로 조합해 내는 한글은 정확한 입력을 위해서는 가능한 화면을 보면서 치는 방법이 오타율을 줄이는 방법이다. 보지 않고 독수리 타법으로 입력하는 사용자도 있지만 키패드 사용이 최적화되기 어렵기 때문에 손목이나 손가락의 움직임이 비교적 크게 되어 장시간이나 많은 글을 입력할 때 사용의 피로도가 높다. 

## 휴대용 기기
휴대전화와 같은 휴대용 디지털 기기에서 문자 입력 시 QWERTY 자판이나 다이얼패드 자판을 이용할 때는 엄지를 사용하는 경우가 많다. 대부분의 경우 엄지는 어떤것을 선택, 지시하는 경우가 없었기 때문에 사용성의 연구분야에서 이는 현대인들이 휴대용 기기에 적응되면서 스스로 발달시키는 새로운 능력이라고 보는 견해가 있다.

## 같이 보기
- 타자 (글자)